# Langur crepuscular
El langur crepuscular (Trachypithecus crepusculus) és una espècie de primat de la família dels cercopitècids. Viu a l'Índia, Laos, Myanmar, Tailàndia, el Vietnam i la Xina. El seu hàbitat natural són els boscos de diferents tipus. Té una llargada de cap a gropa de 49–51 cm, la cua de 82–83 cm i un pes de 6,4–6,9 kg. Anteriorment era considerat una subespècie del langur de Phayre (T. phayrei). El seu nom específic, crepusculus, significa ‘crepuscle’ en llatí.